# Антоније Храповицки
Митрополит Антоније (световно име Алексеј Павлович Храповицки, рус. Алексей Павлович Храповицкий; село Ватагино 17 [29]. март 1863 — Сремски Карловци, 10. август 1936) био је један од најистакнутијих теолога краја 19. и прве половине 20. века, некадашњег ректора Треће руске Духовне академије, учитеља многих генерација теолога, међу којима и истакнутих личности Православља (Свјатјејших Патријараха Св. Тихона, Сергија, Српског Варнаве), кандидата за Сверуског Патријарха (1917), Првојерарха Руске Заграничне Цркве, Блажењејшег Митрополита кијевског и галицког.
Са њим је у Краљевину Срба, Хрвата и Словенаца дошао велики број свештеника, као и монахиња из Русије. Тако је 1929. од 2924 свештеника било 214 Руса, а монахиње су значајно утицале на обнављање женског монаштва у српским манастирима. Додељен му је Орден Светог Саве и Краљевски орден Белог орла.
Сахрањен је у Иверској капели на Новом гробљу у Београду.